# Caratê nos Jogos Pan-Americanos de 2023 - Até 75 kg masculino
A categoria até 75 kg masculino do caratê nos Jogos Pan-Americanos de 2023 foi disputada em 5 de novembro de 2023 no Centro de Esportes de Contato, em Ñuñoa. Um total de nove caratecas de oito Comitês Olímpicos Nacionais (CON) participaram do evento.

## Medalhistas
| Ouro   | USA Thomas Scott                       |
| Prata  | MEX Carlos Villarreal                  |
| Bronze | COL Juan Landazuri EAI Allan Maldonado |

## Resultados

### Fase de grupos
Os nove caratecas foram divididos em dois grupos, onde cada um enfrenta seus adversários dentro grupo. Os dois primeiros de cada um avançam para as semifinais.

#### Grupo A
| Pos. | Carateca              | V | D | Pts |
| ---- | --------------------- | - | - | --- |
| 1    | MEX Carlos Villareal  | 2 | 0 | 6   |
| 2    | USA Thomas Scott      | 2 | 0 | 6   |
| 3    | URU Francisco Barrios | 1 | 2 | 3   |
| 4    | CAN Ryan O'Neil       | 0 | 3 | 0   |

|                       | Resultado |                       |
| --------------------- | --------- | --------------------- |
| USA Thomas Scott      | 3–2       | CAN Ryan O'Neil       |
| URU Francisco Barrios | 0–8       | MEX Carlos Villareal  |
| USA Thomas Scott      | 8–0       | URU Francisco Barrios |
| CAN Ryan O'Neil       | 4–5       | MEX Carlos Villareal  |
| USA Thomas Scott      | 0–0       | MEX Carlos Villareal  |
| CAN Ryan O'Neil       | 4–5       | URU Francisco Barrios |

#### Grupo B
| Pos. | Carateca             | V | D | Pts |
| ---- | -------------------- | - | - | --- |
| 1    | EAI Allan Maldonado  | 3 | 1 | 9   |
| 2    | COL Juan Landazuri   | 3 | 1 | 9   |
| 3    | CHI Matías Rodríguez | 3 | 1 | 9   |
| 4    | BRA Alisson Sobrinho | 1 | 3 | 3   |
| 5    | USA Safin Kasturi    | 0 | 4 | 0   |

|                      | Resultado |                      |
| -------------------- | --------- | -------------------- |
| CHI Matías Rodríguez | 6–3       | USA Safin Kasturi    |
| COL Juan Landazuri   | 7–2       | BRA Alisson Sobrinho |
| CHI Matías Rodríguez | 1–8       | EAI Allan Maldonado  |
| USA Safin Kasturi    | 0–5       | COL Juan Landazuri   |
| EAI Allan Maldonado  | 5–1       | BRA Alisson Sobrinho |
| USA Safin Kasturi    | 1–3       | BRA Alisson Sobrinho |
| CHI Matías Rodríguez | *1–1      | COL Juan Landazuri   |
| USA Safin Kasturi    | 3–8       | EAI Allan Maldonado  |
| CHI Matías Rodríguez | *0–0      | BRA Alisson Sobrinho |
| EAI Allan Maldonado  | 4–3       | COL Juan Landazuri   |

### Fase final
Os vencedores das semifinais disputam a medalha de ouro, enquanto os perdedores conquistam automaticamente as medalhas de bronze.
|  | Semifinais            | Semifinais       |   |  | Final                 | Final |  |
|  |                       |                  |   |  |                       |       |  |
|  |                       |                  |   |  |                       |       |  |
|  | MEX Carlos Villarreal | 0*               |   |  |                       |       |  |
|  | COL Juan Landazuri    | 0                |   |  |                       |       |  |
|  |                       |                  |   |  |                       |       |  |
|  |                       |                  |   |  |                       |       |  |
|  |                       |                  |   |  | MEX Carlos Villarreal | 2     |  |
|  |                       | USA Thomas Scott | 3 |  |                       |       |  |
|  |                       |                  |   |  |                       |       |  |
|  |                       |                  |   |  |                       |       |  |
|  |                       |                  |   |  |                       |       |  |
|  |                       |                  |   |  |                       |       |  |
|  | EAI Allan Maldonado   | 5                |   |  |                       |       |  |
|  | USA Thomas Scott      | 8                |   |  |                       |       |  |